# Michael Gray
Michael Gray (Sunderland, Inglaterra, 3 de agosto de 1974) es un ex-futbolista inglés, se desempeñaba como volante izquierdo, siendo capaz de desempeñarse en cualquier posición de la banda izquierda.
Permaneció durante 12 años en el Sunderland AFC, jugando posteriormente en varios equipos, como el Celtic FC, Leeds United o Wolverhampton.

## Clubes
| Club                    | País       | Año         |
| ----------------------- | ---------- | ----------- |
| Sunderland AFC          | Inglaterra | 1992 - 2003 |
| Celtic FC               | Escocia    | 2003        |
| Sunderland AFC          | Inglaterra | 2003 - 2004 |
| Blackburn Rovers        | Inglaterra | 2004 - 2005 |
| Leeds United            | Inglaterra | 2005        |
| Blackburn Rovers        | Inglaterra | 2005 - 2007 |
| Leeds United            | Inglaterra | 2007        |
| Wolverhampton Wanderers | Inglaterra | 2007 - 2009 |
| Sheffield Wednesday     | Inglaterra | 2009 - 2010 |

- Datos: Q497126
- Multimedia: Michael Gray / Q497126